# August Behn
Theodor August Behn (* 23. Dezember 1816 in Hamburg; † 5. Juni 1886 ebenda) war ein deutscher Reeder und Kaufmann.

## Leben und Wirken
August Behn war der zweitgeborene von den vier Söhnen des Hamburger Kaufmanns August Wilhelm Behn und seiner aus Schweden stammenden Gemahlin Annette Marie (getauft: Anna Maria), geborene Hellgren. Seine Mutter starb im Alter von 32 Jahren am 6. Juli 1824, als er erst siebeneinhalb Jahre alt war. Sein Vater war Mitbegründer der Firma Köster & Behn, die sich mit dem Import von Kolonialwaren und dem Export von Wolle und Garn beschäftigte. Er ertrank in der Nacht vom 3. auf den 4. November 1824 auf der Rückkehr von einer Geschäftsreise nach London, als die von seinem Bruder geführte Brigg Marie bei Orkan in der Elbmündung auf dem Knechtsand in der Nähe der Insel Neuwerk strandete und Besatzung und Passagiere bis auf einen einzigen Mann von einer großen Woge weggerissen wurden. Damit wurden August und seine drei Brüder zu Vollwaisen. Freunde ihres Vaters brachten 20.000 Mark zusammen, von deren Zinsen ihre Erziehung finanziert werden sollte. Die Vormundschaft übernahmen der aus Sachsen stammende und frühere Angestellte der väterlichen Firma Kaufmann Gottlieb Heinrich Lutze und der Senator Martin Hieronymus Hudtwalcker.
Behn lebte zunächst für drei Jahre bei einem entfernten Verwandten in Harburg, bevor ihn seine Vormünder in der Privatschule des Hermann Siegmund Lütkens in Pension gaben. Die Schule mit Sitz am Alten Wandrahm wurde von vielen Söhnen reicher Kaufleute besucht und genoss einen guten Ruf, besonders aufgrund der für zukünftige Kaufleute wichtigen gelehrten Disziplinen Rechnen und Sprachen. Behn freundete sich hier mit den Kindern reicher Hamburger Familien an, darunter die namhaften Familien Merck, Meyer, Mutzenbecher, Weber, Berckemeyer und Möhring. Hier lernte er auch Valentin Lorenz Meyer kennen, dessen Vater Hamburger Senator und Weinhändler war. Behn und Meyer arbeiteten später als Geschäftspartner zusammen. Behn wohnte in der Lütkenschen Privatschule fünf Jahre (1828–1833) in Pension.
Der religiöse Senator Hudtwalcker wünschte, dass Behn Theologie studieren sollte. Sein Mündel besuchte daher ab Ostern 1830 die Gelehrtenschule des Johanneums. Behn erhielt dort schlechte Noten und äußerte den Wunsch, Kaufmann werden zu wollen. Daher wechselte er bereits ein Jahr später wieder zurück zur Privatschule Lütkens, wo er in den meisten Klassen Primus oder Secundus war. Am 28. März 1833 wurde Behn in der Catharinenkirche konfirmiert. Ostern 1833 trat er eine kaufmännische Lehre bei der Firma Gorrissen & Lutze an, die nach dem Tod seines Vaters die Geschäftsbeziehungen der Firma Köster & Behn übernommen hatte und Waren-Kommissionsgeschäfte tätigte, und zog er in die Wohnung seines Lehrherrn G. H. Lutze am Besenbinderhof um. Da das Verhältnis zu seinem Lehrherrn nicht das Beste war, nahm ihn im Folgejahr der andere Firmeninhaber Konsul Georg Carpzow Gorrissen bei sich auf. Nach nur vier von geforderten fünf Lehrjahren vermittelte ihm Konsul Gorrissen eine Stelle als erstem Kommis bei dem bedeutenden Unternehmen Joh. Lange Sohn’s Wwe. & Co. in Bremen für ein Jahresgehalt in Höhe von 500 Talern.  Das Unternehmen, das zwölf Segelschiffe unterhielt, gehörte zu dieser Zeit dem Konsul Wilhelm Ludwig Oelrich (1770–1850) und dem Ältermann und späterem Senator Carl Friedrich Ludwig Hartlaub (1792–1874). Behn trat die Stelle in Bremen Ostern 1837 an. Seine Hauptaufgaben bestanden in der Führung der Lagerbücher und der deutschen und englischen Korrespondenz, in die er sich schnell einarbeitete.
Im Dezember 1838 unterbreiteten ihm Oelrich und Hartlaub das Angebot, den Posten des Supercargo für das Segelschiff Heloise und zwei weitere mitsegelnde Schiffe zu übernehmen. Die Reise sollte nach Britisch-Indien und China führen. Nach einigen Tagen Bedenkzeit und Rücksprache mit Konsul Gorrissen nahm Behn das Angebot an und landete am 5. Juli 1839 in Singapur an. Der kurz zuvor ausgebrochene Erste Opiumkrieg bot Behn hier unverhofft gute Geschäftsmöglichkeiten: da Schiffe unter englischer Flagge Whampoa, den Hafen der chinesischen Stadt Kanton, nicht anlaufen durften, übernahm Behn mit seinen drei Seglern einen Transport von indischer Baumwolle von Singapur nach Kanton. Da die Bremische Flagge in Kanton nicht bekannt war, segelte Behn unter Hamburger Flagge und konnte unbehelligt den Perlfluss hinauf nach Whampoa segeln und die Ladung an die amerikanische Firma Russel & Co. abliefern. Mit der Heloise kehrte er über Manila wieder zurück nach Singapur und hatte mit diesem Handelsgeschäft die Kapitaleinlage für die Firma verdient, die er in Singapur eröffnen wollte.
Bereits im Juli 1839 hatte Behn an seinen Bevollmächtigten Konsul Gorrissen in Hamburg geschrieben, den Gesellschaftervertrag von seinem Schulfreund Valentin Lorenz Meyer unterzeichnen zu lassen. Dies geschah am 3. April 1840 in Hamburg. Am 1. November 1840 traf Valentin Lorenz Meyer mit etwas Geld seines Vaters in Singapur ein. Dieser Tag gilt als der offizielle Gründungstag der Firma Behn, Meyer & Co., welche zu diesem Zeitpunkt das einzige deutsche Handelsunternehmen in Singapur war. Da Behn und Meyer gut miteinander harmonierten, reiste stets einer der beiden, während der andere Geschäftspartner die Geschäfte in Singapur führte. Von 1841 bis 1846 charterten sie Segelschiffe, mit denen Behn drei und Meyer zwei Überfahrten nach China unternahmen. Des Weiteren fuhren beide jeweils einmal nach Batavia, Sumatra, Nord-Celebes und Neuguinea. Während der Geschäftsreisen kauften sie Produkte der besuchten Länder an und verkauften in Europa gefertigte Ware. In den Jahren 1841 und 1842 erzielte Behn, Meyer & Co. Nettogewinne von jeweils 30.000 Mark Banco.
Am 18. April 1842 hielt Behn in einem an den Senator Meyer gerichteten Brief aus Singapur um die Hand seiner Tochter Caroline Meyer, der Schwester seines Geschäftspartners, an. Das Jawort erreichte ihn neun Monate später. Am 21. Oktober 1843 traf Behn wieder in seiner Geburtsstadt ein. Anschließend reiste er für neun Monate durch Europa, um neue Geschäftskontakte aufzubauen. Nachdem er am 26. Juli 1844 den Hamburger Bürgereid geleistet hatte, heiratete er am 7. August 1844 Caroline Pauline Elisabeth Meyer (1818–1854). Die Vermählung fand im Landhaus von Behns Schwiegervater in Hamm statt. Am 4. September 1844 verließen Behn und seine Ehefrau auf dem dänischen Segler Indianeren Hamburg gen Singapur, das sie am 28. Dezember desselben Jahres erreichten. Bis Ende 1848 kooperierten Behn und Meyer dort erfolgreich, bis Meyer Ende 1848 zurück nach Hamburg reiste. Vermutlich aufgrund von Differenzen bezüglich der zukünftigen Geschäftsausrichtung schrieb Meyer seinem Geschäftspartner im Oktober 1849, dass er das gemeinsame Unternehmen Ende desselben Jahres verlassen werde. Meyer führte daraufhin ab dem 1. Januar 1850 die Geschäfte von Behn, Meyer & Co. in Hamburg fort. Mitte 1852 kehrte Behn ebenfalls nach Hamburg zurück, um an die Stelle Meyers zu treten und die Interessen der Firma Behn, Meyer & Co. in Hamburg wahrzunehmen. Die Leitung der Firma in Singapur übernahmen Friedrich Albert Schreiber und Arnold Otto Meyer, ein jüngerer Bruder Valentin Lorenz Meyers. Behn behielt sich das Recht vor, bis Ende 1856 aus dem Unternehmen auszuscheiden. Das gemeinsam mit Meyer erworbene Hamburger Segelschiff Singapore sollte auf Behn übergehen. Am 1. Juli 1852 gründete Behn in Hamburg die Firma August Behn, mit der er Reederei betrieb.
Am 31. Dezember 1856 gab Behn seine Anteile an Behn, Meyer & Co. in Singapur und dem Handelsunternehmen in Hamburg ab. Zum Zeitpunkt des Ausstiegs aus den Unternehmen konnte Behn als reich angesehen werden. Im Mai 1857 spendete er jeweils 500 Straits-Dollar, die Wohltätigkeitsorganisationen in Singapur zugutekamen. In Hamburg betätigte er sich noch bis 1879 als Reeder und betrieb in Övelgönne eine kleine Schiffswerft. 1862 verfügte sein Unternehmen über zehn Schiffe, die insgesamt 1811 Commerzlasten laden konnten. 1872 erwarb Behn Anteile an der Deutschen Transatlantischen Dampfschiffahrts-Gesellschaft, der sogenannten Adler-Linie, die später von der HAPAG übernommen wurde.
August Behn wohnte in einem Haus an der Alten Gröningerstraße 30. Um 1863 erwarb er ein großes Grundstück an der heutigen Liebermannstraße 19 in Othmarschen. 1864 ließ Behn hier ein zweistöckiges Wohnhaus in gotischem Stil errichten und einen parkähnlichen Garten anlegen. Im Jahr 1882 wurde das Grundstück vom Senator und späteren Bürgermeister Johannes Christian Eugen Lehmann erworben.
August Behn, der gegen Lebensende unter Depressionen litt, starb am 5. Juni 1886 in seiner Geburtsstadt. Die von ihm mitgegründeten Unternehmen in Singapur und Hamburg existieren bis heute als Behn Meyer Holding AG.

## Ehrenamtliche Tätigkeiten
Neben den beruflichen Tätigkeiten engagierte sich Behn ehrenamtlich: Während seiner Zeit in Singapur übernahm er 1843 das Amt des bremischen Konsuls und am 2. Februar 1844 wurde er hamburgischer Konsul. Ab 1851 übernahm er auch das preußische Konsulat in Singapur. Von 1857 bis 1861 fungierte er als Handelsrichter und von 1870 bis 1872 als Richter am Hamburger Obergericht.
Außerdem forderte Behn wiederholt, eine deutsche Gesellschaft zur Klassifikation von Schiffen ins Leben zu rufen. Aufgrund seines Engagements wurde 1867 der Germanische Lloyd gegründet.

## Familie
Aus der Ehe mit Caroline Pauline Elisabeth Meyer, die am 18. Juni 1854 im Alter von 35 Jahren verstarb, gingen sechs Kinder hervor. Am 17. Juli 1857 heiratete Behn in Ottensen in zweiter Ehe Therese Sieveking (1818–1869), die sieben Kinder gebar. In dritter und letzter Ehe heiratete er am 14. August 1872 in Hamburg Eleonore Henriette Catharina Wendt (* 1848; † 1926), mit der er zwei Töchter hatte.